# Kidal (regio)
Kidal is een 150.000 vierkante kilometer grote administratieve regio van Mali. De regio ligt in het noordoosten van Mali en heeft een woestijnklimaat. De meeste inwoners van het gebied zijn nomadische Toeareg. De regio Kidal werd gecreëerd op 8 augustus 1991. De hoofdstad ervan draagt eveneens de naam Kidal.
Kidal wordt begrensd door buurland Algerije in het noordoosten, buurland Niger in het oosten, de regio's Gao en Ménaka in het zuiden en de regio Taoudénit in het westen.

## Cercles
Kidal is onderverdeeld in vier cercles:
- Abéibara
- Kidal
- Tin-Essako
- Tessalit

hoofdstedelijk district Bamako · Gao · Kayes · Kidal · Koulikoro · Ménaka · Mopti · Ségou · Sikasso · Taoudénit · Timboektoe